# Мавзолей в Барда
Мавзолеят в Барда, наричан Барда тюрбе (на азербайджански: Bərdə türbəsi), известен също като Аллах Аллах тюрбе (на азербайджански: Allah-Allah» türbəsi), е тюрбе в град Барда в Азербайджан. Считан е за символ на града.
Построен е през 1322 г. както посочва и съхраненият надпис на южния му вход. Сградата има височина 12,5 метра диаметърът на кулата е 10 m. Подземната ѝ част е използвана като гробница. Мавзолеят има два входа – северен и южен, докато подземната част е само с един вход откъм север. Изграден е от два вида тухли – обикновени червени и покрити с небесносин гланц. Червените са подредени хоризонтално докато гланцираните в синьо са редени вертикално по такъв начин, че върху цялата повърхност се повтаря повече от 200 пъти думата Аллах изписана под ъгъл 45 градуса с куфическа арабска писменост.
Мавзолеят е дело на архитекта Ахмед ибн Ейюб ал-Хафиз Нахчевани. Не е запазен обаче надписът, който посочва в чия чест и за кого е построен храмът. Според една от легендите той е издигнат за красавицата Нушаба, която управлявала тези земи. Преданието разказва, че в двореца ѝ прислужвали 30 000 роби и множество красиви девойки. Когато минал с войските си оттук, Александър Македонски поискал да се срещне с Нушаба и за срещата се преоблякъл като посланик, но по неговото държание, осанка и обноски Нушаба разбрала, че пред нея стои самият пълководец и го попитала защо е скрил това от нея. Понеже Александър упорствал и не искал да разкрие самоличността си, тя му показала една кърпа, на която било извезано неговото изображение, и той бил принуден да си признае. След това Нушаба го помолила да не причинява беди на страната ѝ. Накрая тя заповядала да сложат трапезата, но вместо ястия в чиниите и платата сложили злато, сребро и скъпоценни камъни. Великият Александър я погледнал въпросително, а Нушаба му отговорила, че щом не може да изяде тези неща, защо е нужно заради тях да пролива кръв. Поразен от мъдростта и смелостта ѝ, Александър я отрупал с дарове и напуснал владенията ѝ без да нанася вреди на Барда.
След като Азербайджан става съветска република част от мавзолея е разрушена, някои от надписите на арабски са изтрити, дърветата в двора му са изсечени, цялата сграда е запусната.
През 2011 г. е направена цялостна реконструкция.